# Luftwaffen-Felddivisies
Luftwaffen-Felddivisies (Duits: Luftwaffen-Feld-Divisionen) waren Duitse infanteriedivisies van de Luftwaffe van de Wehrmacht, die tijdens de Tweede Wereldoorlog in de strijd op de grond werden ingezet.

## Uitgangspunt
Vanwege de zware personele verliezen van het Duitse Heer in de winter van 1941/42 en tijdens het daarop volgende zomeroffensief aan het oostfront, was er een toenemend gebrek aan soldaten. De uitgebreide grondorganisatie van de Luftwaffe beschikte in die tijd over talrijke eenheden met getraind personeel. Door Adolf Hitler's Führerweisung van 12 september 1942 moest de Luftwaffe 200.000 soldaten (waarvan 100.000 onmiddellijk) overplaatsen naar het Heer. De instructie kreeg weinig bijval van de Oberbefehlshaber der Luftwaffe (OdL) Hermann Göring. In plaats daarvan slaagde hij erin Hitler over te halen om de Luftwaffe-soldaten beschikbaar te stellen in nieuw op te richten Luftwaffen-Felddivisies.

## Oprichting
{{{annotations}}}
Op 17 september 1942 gaf OdL Hermann Göring een officiële Instructie uit voor de oprichting van 20 Luftwaffen-Felddivisies. Terwijl officieren zich vrijwillig zouden moeten melden, werden onderofficieren en manschappen zo overgenomen, deels in de vorm van complete eenheden. Het personeel werd geleverd door de vliegende formaties, de trainingseenheden van de FLAK, de Luftwaffe verbindingseenheden en de Luftwaffe genie. Uit de vliegende eenheden werden Luftwaffen-Jäger-Regimenten gevormd, Luftwaffe-Artillerie-Regimenten en luchtafweerbataljons kwamen uit de luchtdoelartillerie, Luftwaffe-Nachrichten-Abteilungen werden gevormd uit de luchtmacht verbindingstroepen en Luftwaffe-Pionier-Bataillons werden gevormd uit de genietroepen van de luchtmacht. De officieren tot aan de divisiecommandant toe kwamen ook van de Luftwaffe maar hadden geen infanterie ervaring. Deze zouden zij ontvangen in een korte tactische en leidinggevende training op het gebied van infanterie inzet. De onderofficieren en manschappen kregen een korte training pas nadat ze net achter het front waren uitgeladen. Het Heer was echter wel belast het geheel te voorzien van de volledige uitrusting, zoals wapens, munitie, apparatuur, voertuigen en paarden.
De 21e en de 22e Luftwaffen-Felddivisie zijn in het onderstaande overzicht ook opgevoerd. Maar hierbij ging het echter niet om nieuw opgerichte en op het gebied van infanterie onervaren divisies.
De voorloper van de Luftwaffen-Felddivisies was de sinds de winter van 1941/42 aan het oostfront ingezette Luftwaffendivisie Meindl, die vernoemd was naar zijn commandant Generalmajor Eugen Meindl.
Het volgende overzicht toont welke Luftwaffen-Felddivisies opgericht werden en waar ze het eerst ingezet werden.
| Oprichting     | Nummer | Eerste inzet                                                                  |
| september 1942 | 1      | november 1942 oostfront, Heeresgruppe Nord, 18e Leger                         |
| september 1942 | 2      | november 1942 oostfront, Heeresgruppe Mitte, 9e Leger                         |
| september 1942 | 3      | november 1942 oostfront, Heeresgruppe Mitte, beveiliging achter de frontlinie |
| september 1942 | 4      | winter 1942/43 oostfront, Heeresgruppe Mitte, 9e Leger                        |
| september 1942 | 5      | december 1942 oostfront, Heeresgruppe A, 1e Pantserleger                      |
| september 1942 | 6      | winter 1942/43 oostfront, Heeresgruppe Mitte, 9e Leger                        |
| september 1942 | 7      | november 1942 oostfront, Heeresgruppe B, Armeegruppe Hoth                     |
| oktober 1942   | 8      | december 1942 oostfront, Heeresgruppe B                                       |
| herfst 1942    | 9      | november 1942 oostfront, Heeresgruppe Nord, 18e Leger                         |
| oktober 1942   | 10     | november 1942 oostfront, Heeresgruppe Nord, 18e Leger                         |
| september 1942 | 11     | januari 1943 Griekenland, 12e Leger, bezettingsmacht                          |
| januari 1943   | 12     | april 1943 oostfront, Heeresgruppe Nord, 18e Leger                            |
| december 1942  | 13     | februari 1943 oostfront, Heeresgruppe Nord, 18e Leger                         |
| december 1942  | 14     | januari 1943 Noorwegen, Armee Norwegen, bezettingsmacht                       |
| maart 1943     | 15     | maart 1943 oostfront, Heeresgruppe A                                          |
| december 1942  | 16     | maart 1943 Nederland, bezettingsmacht                                         |
| december 1942  | 17     | februari 1943 Frankrijk, Heeresgruppe D, bezettingsmacht                      |
| december 1942  | 18     | januari 1943 Frankrijk, Heeresgruppe D, bezettingsmacht                       |
| maart 1943     | 19     | april 1943 België, Heeresgruppe D, bezettingsmacht                            |
| maart 1943     | 20     | juni 1943 Denemarken, bezettingsmacht                                         |
| december 1942  | 21     | december 1942 oostfront, Heeresgruppe Nord, 16e Leger                         |
|                | 22     | nooit volledig opgericht, delen gingen naar de 21e LwFD                       |

## Slagorde
De eerste acht Luftwaffen-Felddivisies waren relatief klein en waren daarmee eigenlijk niet meer dan een versterkt regiment:
- Staf
- vier Infanteriebataljons (zonder regimentsstaf)
- Panzerjäger-Abteilung (antitank)
- Flak-Abteilung
- Artillerie-Abteilung
- Luftnachrichten-Kompanie (verbindingen)
- Pionier-Kompanie (genie)

De daaropvolgende Luftwaffen-Felddivisies kregen de slagorde zoals een standaard Wehrmacht Infanteriedivisie-1942. De uitzondering was dat elk Luftwaffen-Artillerie-Regiment een Flak-Abteilung als IV. Abteilung kreeg. De regimenten werden Luftwaffen-Jäger-Regimenten genoemd. De soldaten heetten daarom ook Jäger i.p.v. soldaat, of Oberjäger i.p.v. onderofficier. Alle soldaten droegen het Luftwaffenuniform.
- Staf
- twee Luftwaffen-Jäger-Regimenten met elk drie bataljons met elk vier compagnieën
- een Luftwaffen-Artillerie-Regiment met twee lichte Abteilungen, een zware Abteilung en een Flak-Abteilung
- een Luftwaffen-Füsilier-Bataillon met drie compagnieën
- een Luftwaffen-Panzerjäger-Abteilung (antitank) met drie compagnieën
- een Luftwaffen-Pionier-Bataillon (genie) met drie compagnieën
- een Luftwaffen-Nachrichten-Abteilung (verbindingen) met twee compagnieën
- Luftwaffen-Versorgungstruppen (verzorging. bevoorrading)
- Luftwaffen-Sanitäts-Abteilung (medisch)

De organieke sterkte bedroeg ongeveer 12.500 Soldaten.

## Inzet

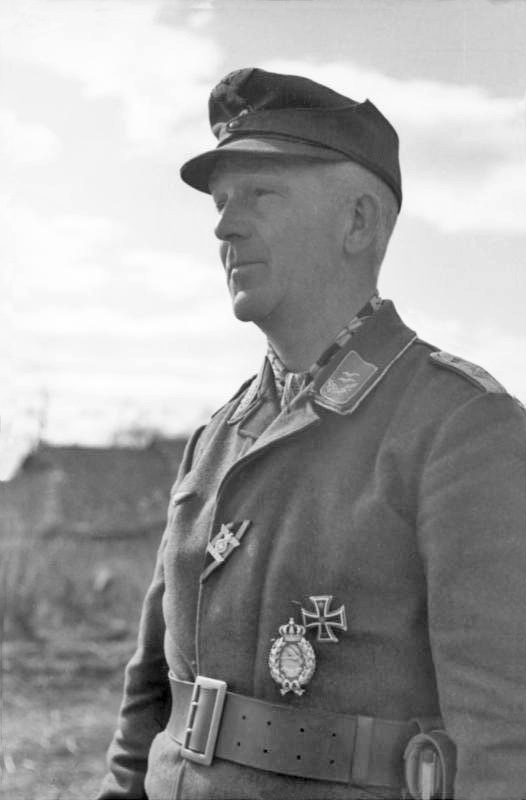
Officier van de Luftwaffendivisie Meindl, die later omgedoopt wird tot 21e Luftwaffen-Felddivisie

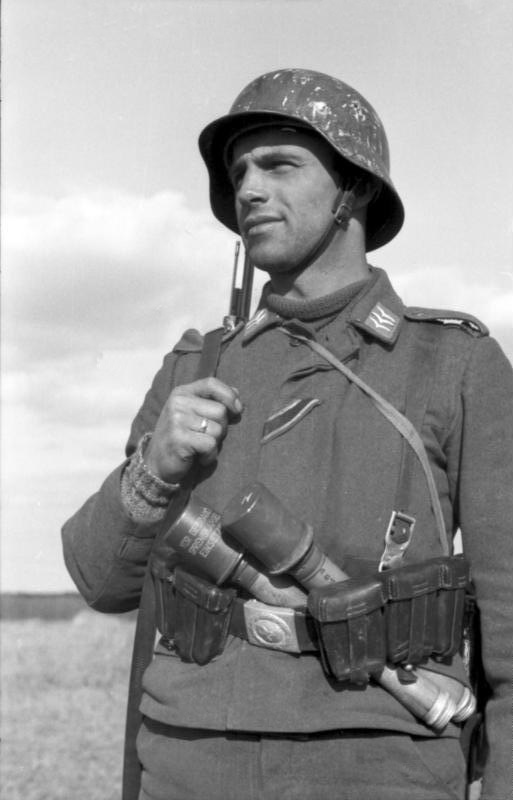
Korporaal

Door de moeilijke situatie aan het oostfront in de winter van 1942/43 moesten bijna alle Luftwaffen-Felddivisies aan het front worden ingezet, soms zelfs op hotspots. Weinig getraind en onervaren in infanterie, leden de Luftwaffe-soldaten zware verliezen. Daarbovenop kwamen nog de tactische leiderschapsfouten door de hogere staven. Dit was zeker het geval met de 7e en 8e Luftwaffen-Felddivisies, die beide eind 1942 net aan het front waren aangekomen en werden ingezet tegen een Sovjetoffensief in de grote Don-bocht. Beide divisies bestonden in maart 1943 alleen nog maar uit Kampfgruppen en werden al in mei ontbonden. De restanten gingen naar de nieuw opgerichte 15e Luftwaffen-Felddivisie. De materiële uitrusting liet soms ook te wensen over. Zo moest de 15e Luftwaffen-Felddivisie in zijn artillerieregiment vechten met Franse 15 cm kanonnen uit de 19e eeuw met bronzen lopen. Vanwege de inmiddels erkende zwakte van de Luftwaffen-Felddivisies, werden de 16e tot 20e Luftwaffen-Felddivisie vooreerst gebruikt als bezettingsmacht in West- of Noord-Europa. In de loop van 1943 overwoog de Luftwaffe om de twaalf verzwakte Luftwaffen-Felddivisies aan het oostfront samen te voegen tot drie sterke Luftwaffen-Sturmdivisies Het Oberkommando des Heeres (OKH) eiste dat de Luftwaffen-Felddivisies zouden worden overgedragen aan het Heer. Op 20 september 1943 vaardigde Hitler een bevel uit om de Luftwaffen-Felddivisies van de Luftwaffe op te nemen in het Heer onder de naam Felddivisie (L). Dat gebeurde uiteindelijk per 1 november 1943. Luchtmachtsoldaten werden daarmee legersoldaten. Het Heer verving bijna alle commandanten en vulde de posities in met ervaren legerofficieren. Daarmee hadden de Luftwaffen-Felddivisies formeel opgehouden te bestaan. Wel bleef de naam inofficieel/in spraakgebruik nog steeds Luftwaffen-Felddivisies.
Het volgende overzicht laat zien welke Luftwaffen-Felddivisies het Heer overnam en waar de respectievelijke divisies op dat moment werden ingezet.
| Felddivisie (L) | Inzetgebied                   |
| 1               | oostfront, Heeresgruppe Nord  |
| 4               | oostfront, Heeresgruppe Mitte |
| 6               | oostfront, Heeresgruppe Mitte |
| 9               | oostfront, Heeresgruppe Nord  |
| 10              | oostfront, Heeresgruppe Nord  |
| 11              | Griekenland, bezettingsmacht  |
| 12              | oostfront, Heeresgruppe Nord  |
| 13              | oostfront, Heeresgruppe Nord  |
| 14              | Noorwegen, bezettingsmacht    |
| 15              | oostfront, Heeresgruppe A     |
| 16              | Nederland, bezettingsmacht    |
| 17              | Frankrijk, bezettingsmacht    |
| 18              | Frankrijk, bezettingsmacht    |
| 19              | België, bezettingsmacht       |
| 20              | Denemarken, bezettingsmacht   |
| 21              | oostfront, Heeresgruppe Nord  |

## Conclusie
Van de ongeveer 250.000 leden van de Luftwaffen-Felddivisies vielen in iets minder dan een jaar ongeveer 90.000 soldaten uit als gesneuveld, gewond of vermist. Aangezien de Luftwaffen-Felddivisies, die als bezettingsmacht dienden, geen noemenswaardige verliezen leden, vielen de verliezen in de veertien divisies aan het oostfront. Met name de Luftwaffe-Jäger-Regimenten daar hadden verliesratio's tot 80 procent. Slecht drie divisies haalden het einde van de oorlog (de 11e, 12e en 14e Luftwaffen-Felddivisies), alle andere waren voortijdig opgeheven of vernietigd.